# Francisco Maffei Rosal
Francisco Maffei Rosal   (Madrid, 1824 - Madrid, 1842) va ser un pintor espanyol.
Nascut a Madrid el 1824, era germà del pintor Antonio Maffei.
Va ser deixeble de la Reial Acadèmia de Belles Arts de Sant Ferran, on es conserven dos dibuixos d'estudi seus, i de Genaro Pérez de Villaamil, sota la direcció del qual va fer els primers treballs de pintura. Va ser autor d'un gran nombre de quadres originals, entre les quals destaquen una col·lecció de vistes del Escorial.
Va morir el 1842 als 18 anys a causa d'un vòmit de sang mentre es trobava pintant una decoració gòtica per a una societat dramàtica anomenada Interior de l'església de Sant Gaietà. La seva família va conservar l'obra pòstuma sense concloure, i després va passar al Museu d'Història de Madrid, on hi ha una altra obra de la seva autoria titulada Teulades de Madrid.
Soci de diferents institucions artístiques com el Liceu Artístic i Literari de Madrid, on va obtenir una medalla d'argent en un dels seus certàmens, de l'Institut i del Museu de Belles Arts.